# Kleiner Vätersee
Der Kleine Vätersee ist ein natürlicher, zu- und abflussloser See in der Schorfheide im nördlichen Brandenburg. Der kleine See liegt auf dem Gebiet von Groß Dölln, einem Ortsteil der Stadt Templin im Landkreis Uckermark. Er ist Teil des 907,5 ha großen Naturschutzgebietes Bollwinwiesen/Großer Gollinsee und liegt im Biosphärenreservat Schorfheide-Chorin.

## Geographische Lage und Hydrographie
Der Kleine Vätersee gehört zur Gemarkung des Ortes Groß Väter, der 1960 zunächst nach Groß Dölln eingemeindet wurde. Seit der Eingliederung von Groß Dölln 2003 in die Stadt Templin ist Groß Väter ein Gemeindeteil von Groß Dölln. Direkt am Kleinen Vätersee liegt der Wohnplatz Klein Väter. Groß Väter liegt ungefähr ein Kilometer südwestlich, die Stadt Templin ungefähr zwölf Kilometer nordwestlich des Kleinen Vätersees.
Der See ist 11,47 ha groß, sein Wasserspiegel liegt bei einer mittleren Höhe von 58,4 m ü. NHN, und er hat keine Zu- oder Abflüsse. Er ist 13,5 m tief und besitzt eine stabile Schichtung. Der Trophie-Index wird vom Gewässerkataster mit 2,3 (mesotroph) angegeben.

## Geschichte
Der Große und der Kleine Vätersee sind erstmals im Erbregister des Amtes Zehdenick von 1590 als Ein See die große feder … Einn See die Lütcke feder belegt. 1622 lautete die Bezeichnung der grosse Feder … Der Kleine Feder. In einer Karte von 1747/50 findet sich die Bezeichnung Der Grosse Väter, der Kl. Väter. Friedrich Wilhelm Carl von Schmettaus Kabinettskarte preußischer Provinzen östlich der Weser und angrenzender Gebiete aus den Jahren 1767/87 bezeichnet die zwei Seen als Grosvaeter See und Kl. Vaeter See. Im preußischen Urmesstischblatt Blatt 2947 Ringenwalde von 1826 erscheinen die beiden Seen mit den Namen Grosvaeter See und Kl:vaeter See. Der Name Väter ist slawischen Ursprungs, jedoch nicht eindeutig zu klären. Wahrscheinlich ist er von einer altpolabischen Grundform Vedr- zu vedr- = hell, klar abzuleiten, die jedoch ursprünglich nur auf das Wetter bezogen war. Auch eine Ableitung aus der altpolabischen Grundform Vědro zu vědro = Eimer ist denkbar. Eine metaphorische Benennung nach der runden Form des Sees ist eher unwahrscheinlich.
Der See gehörte dem Kloster Zehdenick und kam 1541 mit der Säkularisation des Klosters an das Amt Zehdenick. Der Wohnplatz Klein Väter entstand erst nach dem Zweiten Weltkrieg.